# Trường Sơn Đông, Trường Sơn Tây
Trường Sơn Đông, Trường Sơn Tây là một trong những bài thơ tiêu biểu của Phạm Tiến Duật, được sáng tác trong những năm tháng chống Mỹ của dân tộc, trên tuyến đường Trường Sơn huyền thoại, bài thơ vừa là một bản quân ca hùng tráng, vừa là một khúc tình ca lãng mạn. Năm 1971, bài thơ được nhạc sĩ Hoàng Hiệp phổ nhạc và trở nên phổ biến cho đến ngày nay.
Không, không chỉ một tôi viết Trường Sơn Đông – Trường Sơn Tây mà cả con muỗi, con bướm, cái gạt nước, ngọn măng rừng và đồng đội của chúng ta cùng viết. (Phạm Tiến Duật)  

## Hoàn cảnh sáng tác
Nhà thơ Phạm Tiến Duật từng viết: "Bài thơ 'Trường Sơn Đông – Trường Sơn Tây' tôi sáng tác hồi cuối năm 1969 tại một làng nhỏ bên bờ sông Son của tỉnh Quảng Bình, làng Cổ Giang, một làng nghèo khó mà nền nếp. Cái làng ấy ở không xa nơi cổng đường 20 xe ngang dãy núi Trường Sơn. Thấm thoát đã gần ba mươi năm rồi. Tuổi đất, tuổi người dài ra cũng ối chuyện mà tuổi tác phẩm – của bất kỳ ai – dài ra cũng không ít chuyện."

## Nội dung
Bài thơ viết về tình yêu giữa hai người bộ đội Trường Sơn, mỗi người ở hai sườn của dãy núi, người bên Tây, người bên Đông. Nhưng không chỉ dừng lại ở chuyện tình cảm, bài thơ còn là một bức tranh khắc họa vẻ đẹp hùng tráng của những "đoàn quân trùng trùng ra trận", chính những điều đó đã giúp Trường Sơn Đông, Trường Sơn Tây thành công trong việc hòa quyện giữa một tình khúc và một bản anh hùng ca, trở thành một bài thơ không thể thiếu trong túi áo của những người lính lúc bấy giờ.
"Cùng mắc võng trên rừng Trường Sơn
Hai đứa ở hai đầu xa thẳm
Đường ra trận mùa này đẹp lắm
Trường Sơn Đông nhớ Trường Sơn Tây.
Một dãy núi mà hai màu mây
Nơi nắng nơi mưa, khí trời cũng khác
Như anh với em, như Nam với Bắc
Như Đông với Tây một dải rừng liền.
Trường Sơn Tây anh đi, thương em
Bên ấy mưa nhiều, con đường gánh gạo
Muỗi bay rừng già cho dài tay áo
Rau hết rồi, em có lấy măng không.
Em thương anh bên Tây mùa đông
Nước khe cạn bướm bay lèn đá
Biết lòng anh say miền đất lạ
Chắc em lo đường chắn bom thù.
Anh lên xe, trời đổ cơn mưa
Cái gạt nước xua đi nỗi nhớ
Em xuống núi nắng về rực rỡ
Cái nhành cây gạt nỗi riêng tư.
Đông sang Tây không phải đường thư
Đường chuyển đạn và đường chuyển gạo
Đông Trường Sơn, cô gái "ba sẵn sàng" xanh áo
Tây Trường Sơn bộ đội áo màu xanh.
Từ nơi em gửi đến nơi anh
Những đoàn quân trùng trùng ra trận
Như tình yêu nối lời vô tận
Đông Trường Sơn nối Tây Trường Sơn."

## Đánh giá & Nhận xét
"Với cấu trúc dễ nhớ, dễ thuộc, bình dị, mang âm hưởng đời thường và đậm đặc chất lính, giai điệu bài hát đẹp, tính trữ tình quyện chặt với tính hùng ca đã "truyền lửa" vào trái tim của mỗi người. Bài hát rất thành công về nghệ thuật, cảm xúc, song cái hay hơn có lẽ nó đã nói lên được cảm xúc lớn của thời đại, của cả một thế hệ trẻ, của cả dân tộc thời ấy."
ST - Những bài ca đi cùng năm tháng
"Mượn núi sông, trời đất làm cái cớ để nói chuyện con người, lại đem tình riêng hoà vào trong sự nghiệp chung, làm cho cái nhỏ bé trở nên cao rộng, còn cái cao rộng thì không che khuất cái nhỏ bé - một bài thơ ngăn ngắn mà chở được bấy nhiêu tình ý há lại không phải là đại khéo và đại tài hay sao?"
Anh Ngọc - Báo Thế giới Phụ nữ
"Đối với những người chiến sĩ Trường Sơn như chúng tôi, đây là bài hát bất tử, là nghĩa tình đồng đội và một niềm tự hào mỗi khi cùng nhau hát về Trường Sơn hùng vĩ, anh hùng."
Nguyễn Chiểu (Q. Tân Phú - TPHCM)